# Cheptainville
Cheptainville (prononcé [ ʃɛpt̪ɛ̃vil] ) est une commune française située à trente-cinq kilomètres au sud-ouest de Paris dans le département de l'Essonne en région Île-de-France.
Ses habitants sont appelés les Cheptainvillois.

## Géographie

### Situation
| Type d’occupation           | Pourcentage | Superficie (en hectares) |
| --------------------------- | ----------- | ------------------------ |
| Espace urbain construit     | 9,9 %       | 71,15                    |
| Espace urbain non construit | 3,3 %       | 23,60                    |
| Espace rural                | 86,9 %      | 627,44                   |
| Source : Iaurif             |             |                          |

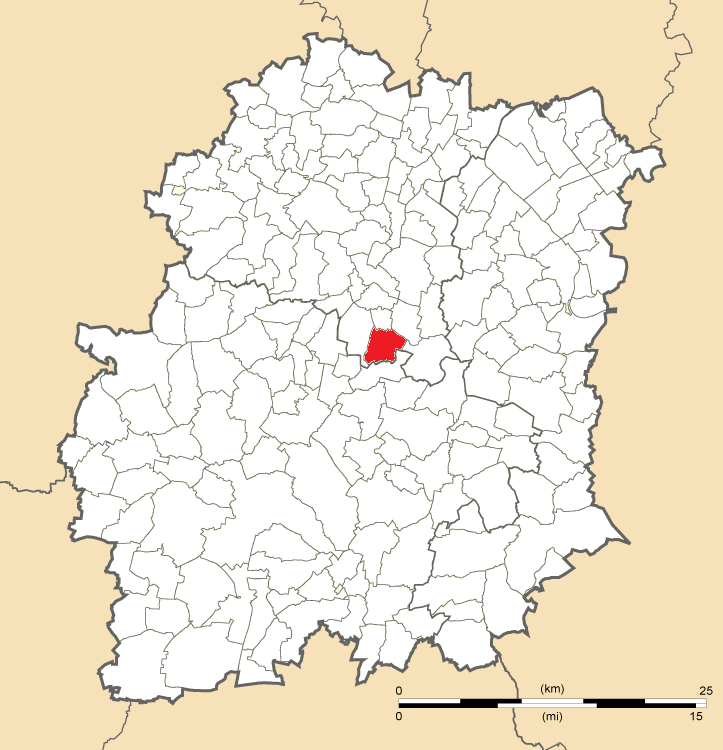
Position de Cheptainville en Essonne.

Cheptainville est située dans le Hurepoix, à trente-cinq kilomètres au sud-ouest de Paris-Notre-Dame, point zéro des routes de France, seize kilomètres au sud-ouest d'Évry, dix-huit kilomètres au sud de Palaiseau, cinq kilomètres au sud d'Arpajon, dix kilomètres au sud de Montlhéry, dix kilomètres au nord-ouest de La Ferté-Alais, quinze kilomètres au nord-est d'Étampes, dix-sept kilomètres au sud-ouest de Corbeil-Essonnes, dix-neuf kilomètres au nord-est de Dourdan, vingt-deux kilomètres au nord-ouest de Milly-la-Forêt.

### Relief et géologie
La commune de Cheptainville et ses voisines s'étendent sur un plateau qui s'élève à une cinquantaine de mètres au-dessus du bourg d'Arpajon, chef-lieu de canton, et des communes dans les vallées voisines. Le plateau, d'environ 7 km en largeur, est en effet délimité par les vallées de l'Orge à l'ouest et de la Juine à l'est, qui le longent vers le nord-est jusqu'à leur confluence respective avec la Seine. La même forme topographique caractérise tout le Hurepoix : des plateaux secs découpés par des vallées ombreuses où les rivières méandrent entre villages et zones humides alluviales quelquefois préservées.
Le plateau est légèrement incliné vers le sud-est : le point le plus bas de la commune est situé à 77 m d'altitude, à la limite avec la commune limitrophe de Saint-Vrain, sur le parcours du Rû de Cramart. Les altitudes culminent à 152 m. tout le long de la lisière des Bois-Blancs qui bordent la commune au sud, en limite du plateau de la Beauce.
La couche superficielle des plateaux (Beauce et Brie) est constituée de limon Loessique (limons éoliens déposés au quaternaire). Sur le plateau bas, le limon recouvre le calcaire de Brie, qui s'amenuise du sud-ouest au nord-est et devient très mince sous Cheptainville. Le limon est plus sableux au pied des versants où il se mêle aux sables de Fontainebleau. Les versants boisés, dans leur partie haute, recoupent les formations argileuses à meulière de Montmorency qui relaient vers le nord les calcaires d'Étampes. Les meulières ont été exploitées en carrière et se retrouvent dans le bâti local. Celles-ci recouvrent Les sables et grès de Fontainebleau que l'on observe facilement dans toute la partie boisée de Cheptainville grâce à d'anciennes sablières abandonnées qui ont longtemps contribué aux constructions locales. À leur jonction avec les formations argileuses à meulière, ils sont oxydés, mais très blancs et très fins en dessous. Leur épaisseur varie autour de 50 m.
La nappe souterraine libre circulant dans la masse du Stampien alimente les puits de Cheptainville et peut gonfler de façon importante en cas de fortes pluies, jusqu'à affleurer et causer des inondations dans les quartiers les plus bas de la commune, au croisement de la D449 et de la route de Marolles notamment. Des forages pour l'eau d'arrosage ont trouvé la nappe entre 10 et 15 m. La nappe s'écoule vers le nord-est et le confluent de la Juine et de l'Essonne.

### Hydrographie
Le territoire de la commune apparait très sec en surface, de même que les versants boisés qui bordent les vallées et la commune au sud, sur sa limite avec la Beauce.
Un seul écoulement superficiel, transformé en fossé de drainage agricole, le Rû de Cramart, traverse le territoire d'ouest en est en suivant la pente générale du plateau, légèrement incliné vers le sud-est et la Juine : il prend sa source au sud-est d'Avrainville (commune limitrophe), traverse les champs cultivés en contournant Cheptainville par le nord, puis un quartier[réf. souhaitée] par les fossés de la D449, et continue sa course en direction de la Juine qu'il rejoint à Saint-Vrain, via les Bois des Closeaux et de Cramart et les étangs du Château, quelque 2 km avant la confluence de la Juine et de l'Essonne.

### Climat
Pour des articles plus généraux, voir Climat de l'Île-de-France et Climat de l'Essonne.
En 2010, le climat de la commune est de type climat océanique dégradé des plaines du Centre et du Nord, selon une étude du CNRS s'appuyant sur une série de données couvrant la période 1971-2000. En 2020, Météo-France publie une typologie des climats de la France métropolitaine dans laquelle la commune est exposée à un climat océanique altéré et est dans la région climatique Sud-ouest du bassin Parisien, caractérisée par une faible pluviométrie, notamment au printemps (120 à 150 mm) et un hiver froid (3,5 °C).
Pour la période 1971-2000, la température annuelle moyenne est de 11,2 °C, avec une amplitude thermique annuelle de 15,3 °C. Le cumul annuel moyen de précipitations est de 664 mm, avec 11,1 jours de précipitations en janvier et 7,5 jours en juillet. Pour la période 1991-2020, la température moyenne annuelle observée sur la station météorologique la plus proche, située sur la commune de Brétigny-sur-Orge à 7 km à vol d'oiseau, est de 11,9 °C et le cumul annuel moyen de précipitations est de 628,9 mm,. Pour l'avenir, les paramètres climatiques de la commune estimés pour 2050 selon différents scénarios d'émission de gaz à effet de serre sont consultables sur un site dédié publié par Météo-France en novembre 2022.

### Voies de communication et transports
Cheptainville est desservie par la ligne de bus Ligne 101 du réseau de bus Cœur d'Essonne, par la ligne 4323 du réseau de bus Essonne Sud Est et par la ligne C du RER, via la gare de Marolles-en-Hurepoix.

## Urbanisme

### Typologie
Au 1er janvier 2024, Cheptainville est catégorisée ceinture urbaine, selon la nouvelle grille communale de densité à sept niveaux définie par l'Insee en 2022.
Elle est située hors unité urbaine. Par ailleurs la commune fait partie de l'aire d'attraction de Paris, dont elle est une commune de la couronne,. Cette aire regroupe 1 929 communes,.

## Toponymie
Catainvilla, Capitanei villa, captavilla, Chetenvilla au XIIIe siècle, Chetoinvilla, Chatenvilla en 1203, Catemvilla en 1467, Captrix Villa, Chetenville.
Au XVIIIe siècle, le lieu fut mentionné sous le nom de Chetainville. La commune fut créée en 1793 sous son nom actuel.

## Population et société

### Démographie

#### Évolution démographique
L'évolution du nombre d'habitants est connue à travers les recensements de la population effectués dans la commune depuis 1793. Pour les communes de moins de 10 000 habitants, une enquête de recensement portant sur toute la population est réalisée tous les cinq ans, les populations de référence des années intermédiaires étant quant à elles estimées par interpolation ou extrapolation. Pour la commune, le premier recensement exhaustif entrant dans le cadre du nouveau dispositif a été réalisé en 2007.

En 2022, la commune comptait 2 212 habitants, en évolution de +9,94 % par rapport à 2016 (Essonne : +2,89 %, France hors Mayotte : +2,11 %).
| 1793 | 1800 | 1806 | 1821 | 1831 | 1836 | 1841 | 1846 | 1851 |
| ---- | ---- | ---- | ---- | ---- | ---- | ---- | ---- | ---- |
| 581  | 670  | 593  | 567  | 595  | 539  | 524  | 505  | 513  |

| 1856 | 1861 | 1866 | 1872 | 1876 | 1881 | 1886 | 1891 | 1896 |
| ---- | ---- | ---- | ---- | ---- | ---- | ---- | ---- | ---- |
| 502  | 486  | 499  | 516  | 503  | 506  | 488  | 511  | 505  |

| 1901 | 1906 | 1911 | 1921 | 1926 | 1931 | 1936 | 1946 | 1954 |
| ---- | ---- | ---- | ---- | ---- | ---- | ---- | ---- | ---- |
| 522  | 509  | 517  | 506  | 538  | 546  | 561  | 511  | 595  |

| 1962 | 1968 | 1975  | 1982  | 1990  | 1999  | 2006  | 2007  | 2012  |
| ---- | ---- | ----- | ----- | ----- | ----- | ----- | ----- | ----- |
| 648  | 734  | 1 015 | 1 165 | 1 361 | 1 462 | 1 778 | 1 824 | 1 896 |

| 2017  | 2022  | - | - | - | - | - | - | - |
| ----- | ----- | - | - | - | - | - | - | - |
| 2 055 | 2 212 | - | - | - | - | - | - | - |

#### Pyramide des âges
En 2018, le taux de personnes d'un âge inférieur à 30 ans s'élève à 39,7 %, soit en dessous de la moyenne départementale (39,9 %). De même, le taux de personnes d'âge supérieur à 60 ans est de 17,3 % la même année, alors qu'il est de 20,1 % au niveau départemental.
En 2018, la commune comptait 1 050 hommes pour 1 075 femmes, soit un taux de 50,59 % de femmes, légèrement inférieur au taux départemental (51,02 %).
Les pyramides des âges de la commune et du département s'établissent comme suit.
| Hommes | Classe d’âge | Femmes |
| ------ | ------------ | ------ |
| 0,2    | 90 ou +      | 0,2    |
| 4,0    | 75-89 ans    | 4,8    |
| 12,9   | 60-74 ans    | 12,5   |
| 20,6   | 45-59 ans    | 20,5   |
| 21,6   | 30-44 ans    | 23,3   |
| 18,7   | 15-29 ans    | 16,8   |
| 22,0   | 0-14 ans     | 22,0   |

| Hommes | Classe d’âge | Femmes |
| ------ | ------------ | ------ |
| 0,5    | 90 ou +      | 1,4    |
| 5,4    | 75-89 ans    | 7,2    |
| 12,9   | 60-74 ans    | 13,9   |
| 20     | 45-59 ans    | 19,4   |
| 19,9   | 30-44 ans    | 20,1   |
| 20     | 15-29 ans    | 18,2   |
| 21,3   | 0-14 ans     | 19,8   |

## Politique et administration

### Politique locale
La commune de Cheptainville est rattachée au canton d'Arpajon, représenté par les conseillers départementaux Dominique Bougraud (UDI) et Alexandre Touzet (UMP), à l'arrondissement de Palaiseau et à la troisième circonscription de l'Essonne, représentée par le député Michel Pouzol (PS).
L'Insee attribue à la commune le code 91 3 01 156. La commune de Cheptainville est enregistrée au répertoire des entreprises sous le code SIREN 219 101 565. Son activité est enregistrée sous le code APE 8411Z.

### Liste des maires
| Période                                  | Période                   | Identité           | Étiquette | Qualité |
| ---------------------------------------- | ------------------------- | ------------------ | --------- | --- |
| Les données manquantes sont à compléter. |                           |                    |           | |
| 1847                                     | 1861                      | Jean Marie Andrieu |           | |
| 1861                                     | ?                         | Eugène Foye        |           | |
| Les données manquantes sont à compléter. |                           |                    |           | |
| Maire en 1906                            | 1912                      | Georges Foye       |           | Propriétaire |
| mai 1925                                 | ?                         | M. Fessard         |           | |
| Les données manquantes sont à compléter. |                           |                    |           | |
| mars 1959                                | ?                         | Charlotte Rich     |           | |
| Les données manquantes sont à compléter. |                           |                    |           | |
| ca. 1993                                 |                           | Gérard Cartoux     |           | |
| mars 2001                                | mars 2014                 | Alain Sarnel       | DVG-PS    | Cadre Vice-président de la CC de l'Arpajonnais (2008 → 2014)                                                                                     |
| mars 2014                                | mai 2020                  | Raymond Boussardon | DVG       | Cadre France Télécom 10e vice-président de la CC de l'Arpajonnais (2014 → 2016) 14e vice-président de Cœur d'Essonne Agglomération (2017 → 2020) |
| mai 2020                                 | En cours (au 28 mai 2020) | Kim Delmotte       | PS        | Profession libérale Vice-présidente déléguée de Cœur d'Essonne Agglomération (2020 → )                                                           |

### Tendances et résultats politiques
Élections présidentielles, résultats des deuxièmes tours :
- Élection présidentielle de 2002 : 81,17 % pour Jacques Chirac (UMP), 18,83 % pour Jean-Marie Le Pen (FN), 83,86 % de participation[43].
- Élection présidentielle de 2007 : 55,64 % pour Nicolas Sarkozy (UMP), 44,36 % pour Ségolène Royal (PS), 89,72 % de participation[44].
- Élection présidentielle de 2012 : 52,12 % pour Nicolas Sarkozy (UMP), 47,88 % pour François Hollande (PS), 86,98 % de participation[45].

Élections législatives, résultats des deuxièmes tours :
- Élections législatives de 2002 : 52,59 % pour Geneviève Colot (UMP), 47,41 % pour Yves Tavernier (PS), 64,05 % de participation[46].
- Élections législatives de 2007 : 55,69 % pour Geneviève Colot (UMP), 44,31 % pour Brigitte Zins (PS), 61,18 % de participation[47].
- Élections législatives de 2012 : 57,77 % pour Michel Pouzol (PS), 45,23 % pour Geneviève Colot (UMP), 61,30 % de participation[48].

Élections européennes, résultats des deux meilleurs scores :
- Élections européennes de 2004 : 26,56 % pour Harlem Désir (PS), 13,49 % pour Patrick Gaubert (UMP), 46,81 % de participation[49].
- Élections européennes de 2009 : 25,10 % pour Michel Barnier (UMP), 19,96 % pour Daniel Cohn-Bendit (Les Verts), 45,20 % de participation[50].

Élections régionales, résultats des deux meilleurs scores :
- Élections régionales de 2004 : 48,27 % pour Jean-Paul Huchon (PS), 37,17 % pour Jean-François Copé (UMP), 70,61 % de participation[51].
- Élections régionales de 2010 : 58,96 % pour Jean-Paul Huchon (PS), 41,04 % pour Valérie Pécresse (UMP), 57,46 % de participation[52].

Élections cantonales, résultats des deuxièmes tours :
- Élections cantonales de 2004 : 50,14 % pour Philippe le Fol (DVD), 49,86 % pour Monique Goguelat (PS), 70,71 % de participation[53].
- Élections cantonales de 2011 : 66,55 % pour Pascal Fournier (PS), 33,45 % pour Bernard Despalins (FN), 54,45 % de participation[54].

Référendums :
- Référendum de 2000 relatif au quinquennat présidentiel : 76,55 % pour le Oui, 23,45 % pour le Non, 33,73 % de participation[55].
- Référendum de 2005 relatif au traité établissant une Constitution pour l'Europe : 52,08 % pour le Non, 47,92 % pour le Oui, 77,61 % de participation[56].

### Enseignement

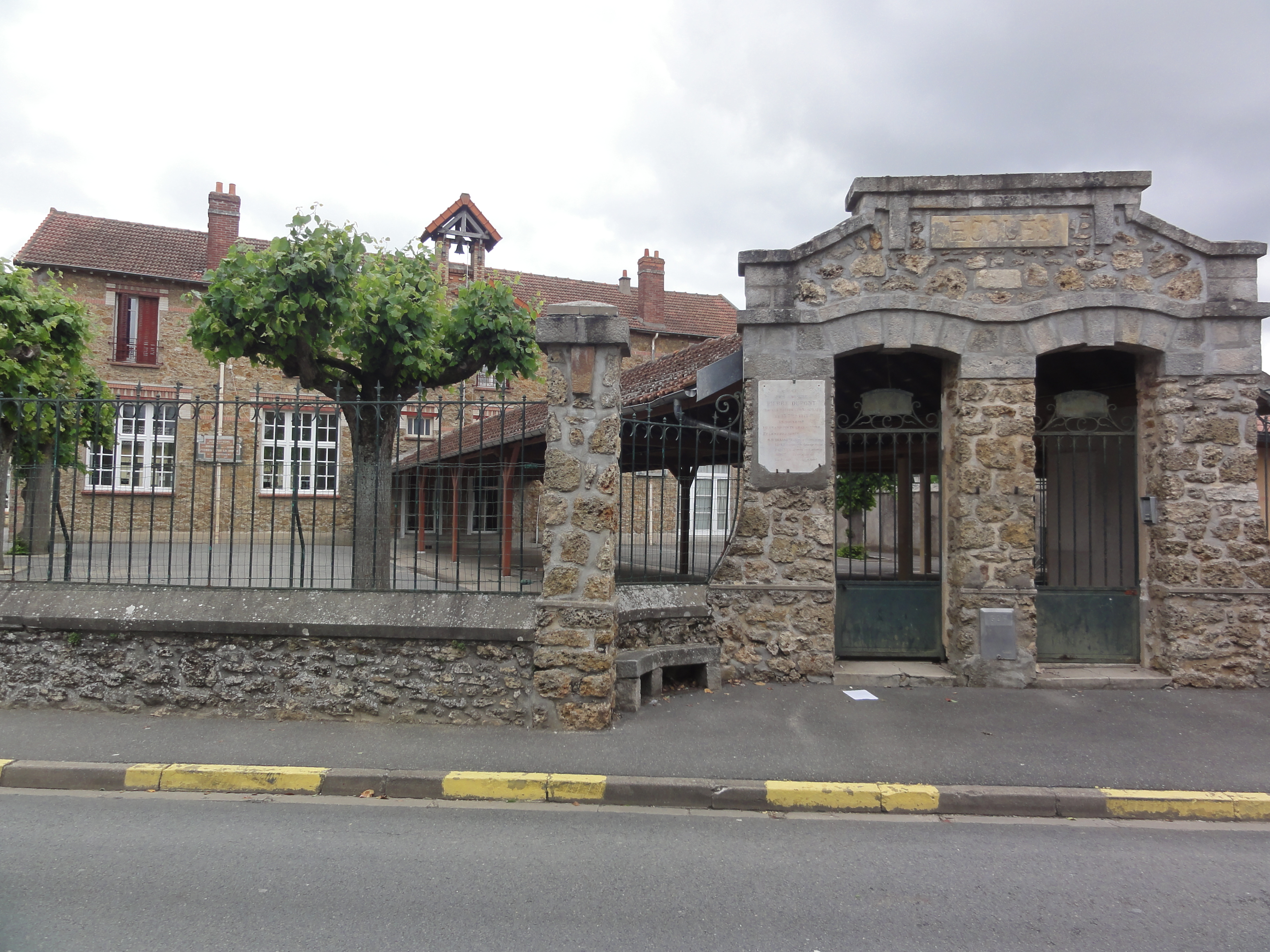
L'école des Apprentis sorciers.

Les élèves de Cheptainville sont rattachés à l'académie de Versailles. La commune dispose sur son territoire de l'école primaire des Apprentis sorciers.

### Jumelages
La commune de Cheptainville n'a développé aucune association de jumelage.

## Vie quotidienne à Cheptainville

### Lieux de culte

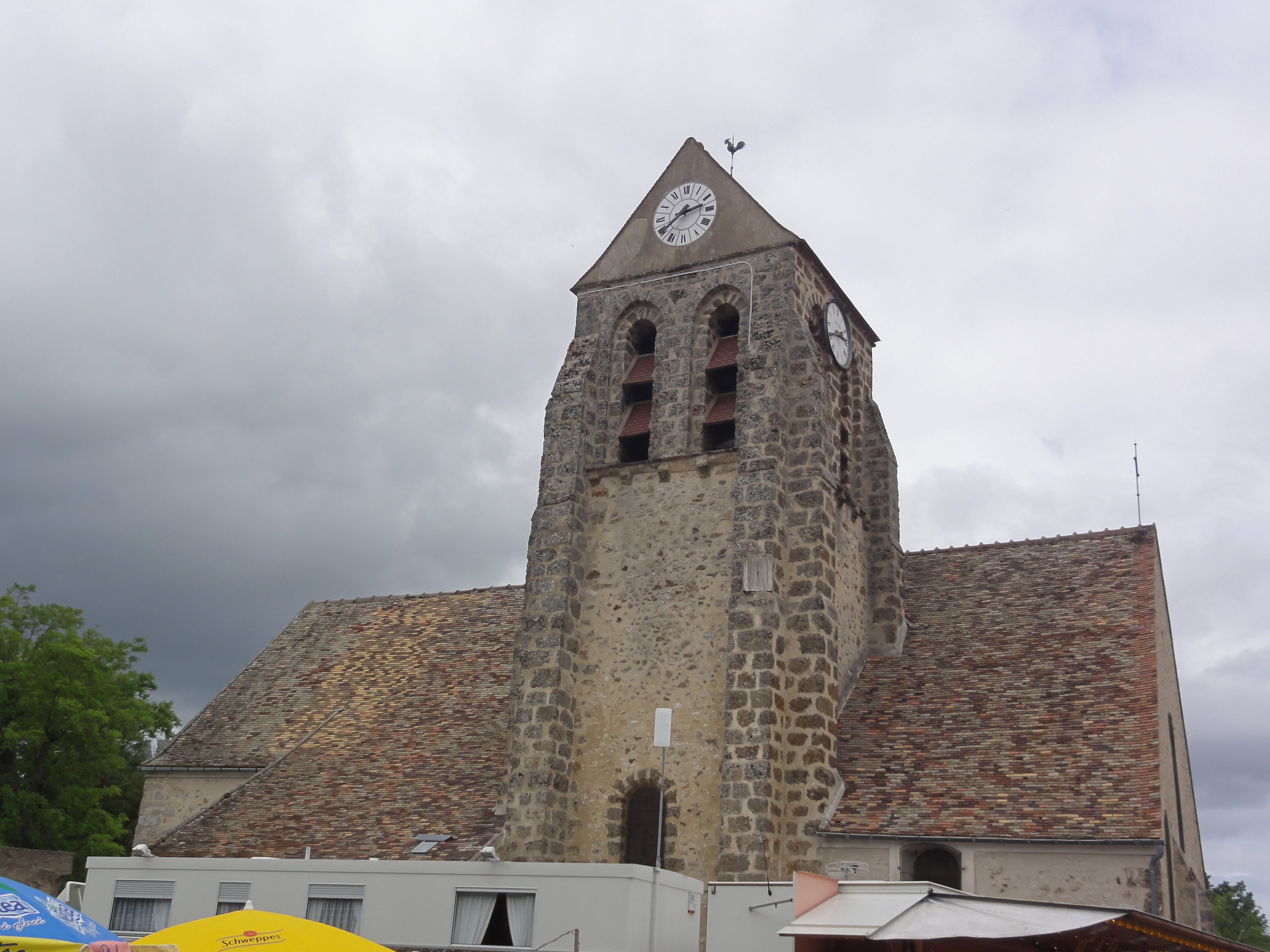
L'église Saint-Martin.

La paroisse catholique de Cheptainville est rattachée au secteur pastoral de Brétigny et au diocèse d'Évry-Corbeil-Essonnes. Elle dispose de l'église Saint-Martin.

### Médias
L'hebdomadaire Le Républicain relate les informations locales. La commune est en outre dans le bassin d'émission des chaînes de télévision France 3 Paris Île-de-France Centre, IDF1 et Téléssonne intégré à Télif.

## Économie

### Emplois, revenus et niveau de vie
En 2010, le revenu fiscal médian par ménage était de 46 171 €, ce qui plaçait Cheptainville au 678e rang parmi les 31 525 communes de plus de 39 ménages en métropole.
| Répartition des emplois par catégories socioprofessionnelles en 2006. |              |                                           |                                                   |                            |                          |                           |
|                                                                       | Agriculteurs | Artisans, commerçants, chefs d’entreprise | Cadres et professions intellectuelles supérieures | Professions intermédiaires | Employés                 | Ouvriers                  |
| Cheptainville                                                         | -            | -                                         | -                                                 | -                          | -                        | -                         |
| Zone d'emploi de Dourdan                                              | 0,7 %        | 6,0 %                                     | 18,9 %                                            | 28,5 %                     | 26,3 %                   | 19,6 %                    |
| Moyenne nationale                                                     | 2,2 %        | 6,0 %                                     | 15,4 %                                            | 24,6 %                     | 28,7 %                   | 23,2 %                    |
| Répartition des emplois par secteurs d’activités en 2006.             |              |                                           |                                                   |                            |                          |                           |
|                                                                       | Agriculture  | Industrie                                 | Construction                                      | Commerce                   | Services aux entreprises | Services aux particuliers |
| Cheptainville                                                         | -            | -                                         | -                                                 | -                          | -                        | -                         |
| Zone d'emploi de Dourdan                                              | 1,7 %        | 10,4 %                                    | 7,5 %                                             | 11,8 %                     | 21,6 %                   | 6,9 %                     |
| Moyenne nationale                                                     | 3,5 %        | 15,2 %                                    | 6,4 %                                             | 13,3 %                     | 13,3 %                   | 7,6 %                     |
| Sources : Insee,                                                      |              |                                           |                                                   |                            |                          |                           |

## Culture locale et patrimoine

### Patrimoine environnemental
Les bois à l'est et au sud du territoire ont été recensés au titre des espaces naturels sensibles par le conseil général de l'Essonne.
Le Zoo Parc de Cheptainville, aussi appelé L'Île aux oiseaux, a fermé ses portes le 6 janvier 2018.

### Personnalités liées à la commune
Différents personnages publics sont nés, décédés ou ont vécu à Cheptainville :
- Pierre Dupont (1821-1870), chansonnier et poète républicain, y vécut de 1848 à 1852. Les sources divergent sur les chansons qu'il écrivit pendant cette période, et même sur les dates de sa présence à Cheptainville. Son intérêt et sa sympathie pour le monde ouvrier, dont il est originaire, et pour le monde paysan, qu'il a connu à Cheptainville, sont attestés par les thèmes de ses chansons et par son engagement politique.
- Augustin-Marie ANDRIEU[64] (1738-1829) est une personnalité de Cheptainville impliquée dans la vie politique locale et la modernisation de l'agriculture : notable parisien par sa famille, il est convaincu que l'agriculture est au fondement de la richesse nationale. Il achète le Château de Cheptainville en 1780 et quitte ses fonctions de Conseiller à la Cour des Monnaies pour se consacrer à l'agronomie expérimentale. Il introduit plusieurs innovations dans les méthodes culturales et la valorisation de la race ovine locale. À cette époque la superficie boisée est fortement réduite. Sur un coteau qui jouxte vers l'est le bosquet des Bois-Blancs, il défriche et plante intégralement plusieurs hectares de forêt. Parallèlement à ces travaux, il devient membre correspondant du Conseil Royal d'agriculture puis préside la Société d'Agriculture de Versailles. D'abord controversé dans le village dont il dérange les habitudes et où il exerce son pouvoir de gros propriétaire foncier et de notable, il en devient le maire en 1808 et a également été Conseiller Général de Seine-et-Oise (le grand département dont dépend alors la commune). Il est enterré à Cheptainville.
- M. Hébrard, instituteur et secrétaire de mairie, rédige en 1899 une monographie de la commune, selon le plan imposé par l'Académie de Seine-et-Oise.Ce document fait partie d'un travail collectif réalisé en vue de l'Exposition Universelle de 1900. Il est conservé avec 650 autres monographies rédigées par les instituteurs de Seine-et-Oise.
- Marc Alexandre (1959- ), judoka y vécut.

### Héraldique et logotype

Logo

| Blason de Cheptainville | Blason  | Coupé : au premier parti au un d'azur à la grappe de raisin tigée et feuillée d'or et au deux de gueules à la plume d'argent et à l'épée du même garnie d'or passées en sautoir ; au second de sinople à la gerbe d'or liée de gueules, soutenue de deux rinceaux de chêne, les tiges passées en sautoir. |
| Blason de Cheptainville | Détails | Le blason de Cheptainville, créé par M.Paul Comette et adopté en 1996, ne présente pas de rapport avec les anciens seigneurs du lieu. L'épée croisant la plume sur fond rouge associe Saint-Martin, patron de la paroisse, qui partagea son manteau rouge de soldat pour couvrir un malheureux, à un autre défenseur des opprimés, Pierre Dupont. La grappe de raisin fait référence au passé vigneron de la commune. Cette culture laissera la place aux céréales et au maraichage dans la seconde moitié du XIXe siècle, d'où la gerbe sur fond vert. Les feuilles de chêne rappellent la forêt régionale. Le fond bleu comme le ciel est une allusion au "bon air" de la campagne, à 35 km de Paris : la commune, comme beaucoup d'autres, était à la bonne distance au XVIIIe siècle pour accueillir en nourrice de nombreux enfants parisiens. |